# Malo Vukovje
Malo Vukovje is een plaats in de gemeente Garešnica in de Kroatische provincie Bjelovar-Bilogora. De plaats telt 145 inwoners (2001).